# Бобровська волость
Бобровська волость — адміністративно-територіальна одиниця Лебединського повіту Харківської губернії.
Найбільші поселення волості станом на 1914 рік:
- село Боброве — 1258 мешканців;
- село Кам'яне — 3065 мешканців.

Старшиної волості був Цикалов Андрій Гаврилович, волосним писарем — Пугачов Пилип Порфирович, головою волосного суду — Дяченко Савва Опанасович.